# Vierșani
Vierșani – wieś w Rumunii, w okręgu Gorj, w gminie Jupânești. W 2011 roku liczyła 778 mieszkańców.